# 알레스 페레이라
알레스 산드루 시우바 페레이라(Alex Sandro Silva Pereira)는 브라질 출신의 종합격투기 선수이자 킥복싱 챔피언 출신이다. UFC 역사상 최초로 미들급과 라이트헤비급을 모두 석권한 브라질 파이터이며, 강력한 펀치력과 정밀한 타격으로 유명하다. "Poatan(돌주먹)"이라는 별명은 브라질 토착어에서 유래되었다.

## 선수 경력

### 킥복싱 경력
Glory Kickboxing에서 미들급과 라이트헤비급 챔피언에 올랐다. 2017년부터 UFC 전향 전까지 킥복싱 전적은 33승 7패를 기록했다.

### UFC 데뷔 및 미들급 타이틀
2021년 UFC 데뷔 후 3연승을 거두고, 2022년 UFC 281에서 Israel Adesanya를 KO로 꺾으며 미들급 챔피언에 올랐다. 이후 2023년 재대결에서는 Adesanya에게 TKO로 패배하며 타이틀을 내줬다.

### 라이트헤비급 진출 및 2체급 제패
2023년 UFC 295에서 Jiri Prochazka를 TKO로 꺾고 라이트헤비급 챔피언에 등극했다. 2024년에는 Jamahal Hill, Jiri Prochazka(2차전), Khalil Rountree Jr.를 상대로 3차례 타이틀 방어에 성공했으나, 2025년 UFC 313에서 Magomed Ankalaev에게 판정패하며 타이틀을 잃었다.

## 파이팅 스타일
페레이라는 전형적인 킥복서 기반의 파이터로, 강한 펀치력, 정밀한 거리 조절, 클린치에서의 니킥 등이 장점이다. 주짓수 실력은 제한적이지만, 뛰어난 타격 능력으로 대부분의 경기를 끝내는 스타일이다.

## 종합격투기 전적
| 결과 | 전적 | 상대                | 방식                  | 대회                                 | 날짜             | 장소                 |
| ---- | ---- | ------------------- | --------------------- | ------------------------------------ | ---------------- | -------------------- |
| 패   | 13–3 | Magomed Ankalaev    | 판정 (전원일치)       | UFC 313                              | 2025년 3월 8일   | 라스베이거스, 미국   |
| 승   | 13–2 | Khalil Rountree Jr. | TKO (펀치)            | UFC 307                              | 2024년 10월 5일  | 솔트레이크시티, 미국 |
| 승   | 12–2 | Jiri Prochazka      | TKO (펀치)            | UFC 303                              | 2024년 6월 29일  | 라스베이거스, 미국   |
| 승   | 11–2 | Jamahal Hill        | KO (왼손 훅)          | UFC 300                              | 2024년 4월 27일  | 라스베이거스, 미국   |
| 승   | 10–2 | Jiri Prochazka      | TKO (펀치)            | UFC 295                              | 2023년 11월 12일 | 뉴욕, 미국           |
| 패   | 9–2  | Israel Adesanya     | TKO (펀치)            | UFC 287                              | 2023년 4월 8일   | 마이애미, 미국       |
| 승   | 9–1  | Israel Adesanya     | KO (펀치)             | UFC 281                              | 2022년 11월 12일 | 뉴욕, 미국           |
| 승   | 8–1  | Sean Strickland     | KO (펀치)             | UFC 276                              | 2022년 7월 2일   | 라스베이거스, 미국   |
| 승   | 7–1  | Bruno Silva         | 판정 (전원일치)       | UFC Fight Night: Santos vs. Ankalaev | 2022년 3월 12일  | 라스베이거스, 미국   |
| 승   | 6–1  | Andreas Michailidis | TKO (플라잉니 & 펀치) | UFC 268                              | 2021년 11월 6일  | 뉴욕, 미국           |

## 관련 문서
- UFC
- 미들급 (MMA)
- 라이트헤비급 (MMA)
- Israel Adesanya
- Jiri Prochazka